# Saint-Jodard
Saint-Jodard is een gemeente in het Franse departement Loire (regio Auvergne-Rhône-Alpes) en telt 640 inwoners (2004). De plaats maakt deel uit van het arrondissement Roanne.

## Geografie
De oppervlakte van Saint-Jodard bedraagt 6,7 km², de bevolkingsdichtheid is 95,5 inwoners per km².

## Verkeer en vervoer
In de gemeente ligt spoorwegstation Saint-Jodard.
De onderstaande kaart toont de ligging van Saint-Jodard met de belangrijkste infrastructuur en aangrenzende gemeenten.

## Demografie
Onderstaande figuur toont het verloop van het inwonertal (bron: INSEE-tellingen).